# 斑點獅
斑點獅（英語：Marozi、學名：Panthera leo maculatus）是獅子的一個亞種，體型較一般獅子細，不同於一般獅子居住在草原，班點獅適合居住在山區，已經絕跡於世上。
其亚种加词“maculatus”意为“有斑点的”。

## 發現
非洲土人很早以前就熟悉斑點獅，歐洲人則在1904年左右的一份報告上首次提及斑點獅。歐洲人第一次發現斑點獅的記錄是1931年：肯亞農民邁克爾·特倫特（Michael Trent）在海拔3000米的阿伯德爾山脈獵殺了兩隻斑點獅。其顯著的斑點記號與較小的體型引起奈洛比遊憩部門官員的高度興趣，後來證實那兩隻斑點獅處於青春期，所以擁有只有幼獅才有的典型班點。

## 消失
自1930年代再沒有關於斑點獅在阿伯德爾山脈行跡出沒的報告。